# Glöckler

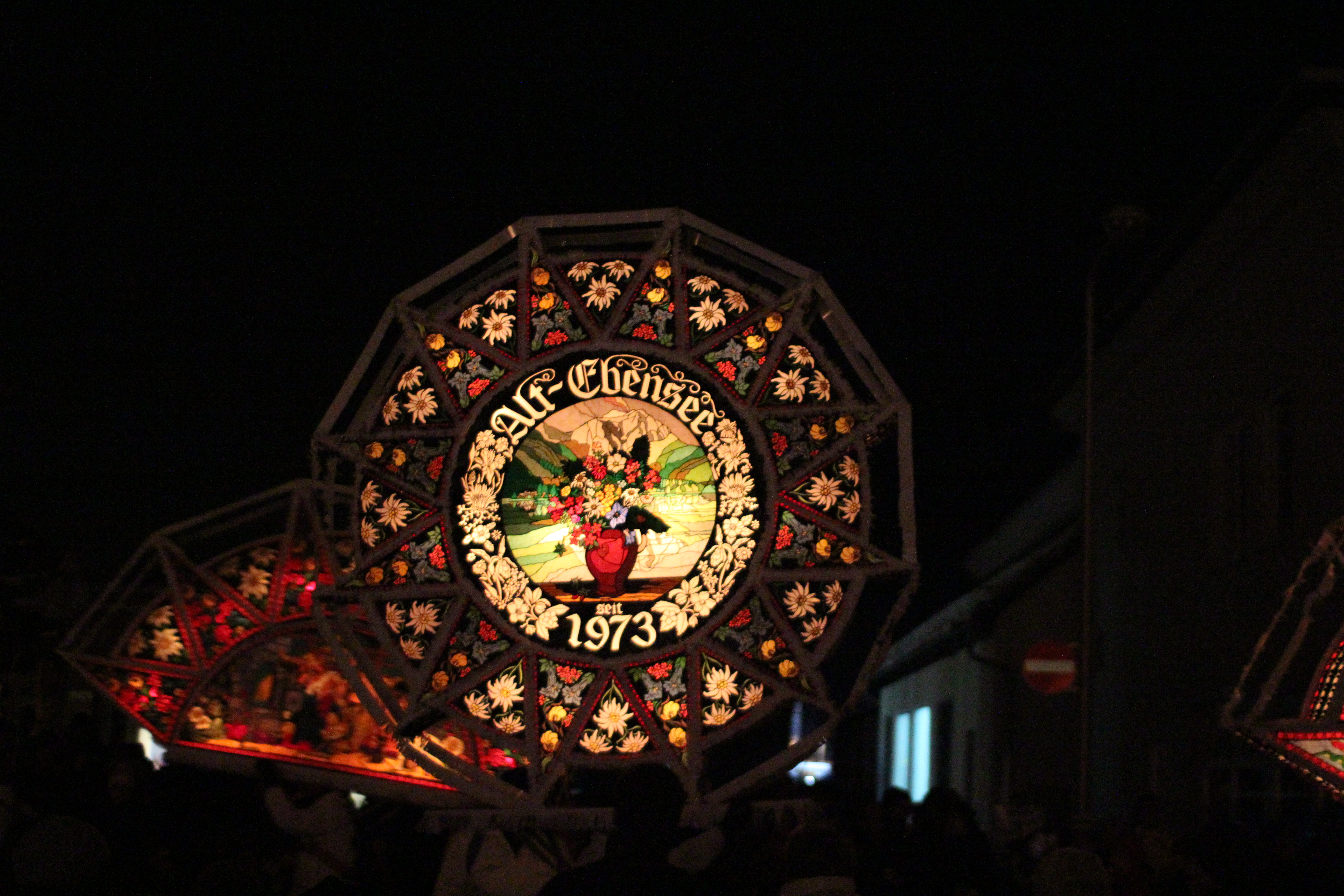
Ebenseer Glöckler

Glöckler sind Figuren aus den Rauhnachtsbräuchen im Salzkammergut und angrenzenden Regionen darstellende Menschen. Bei den verkörperten Figuren handelt es sich um Schönperchten, gute Lichtgeister, welche die Rauhnachtsgeister, die Wilde Jagd, endgültig vertreiben sollen – der Glöcklerlauf findet daher in der letzten Rauhnacht, am 5. Januar, der Nacht vor Dreikönig, statt.

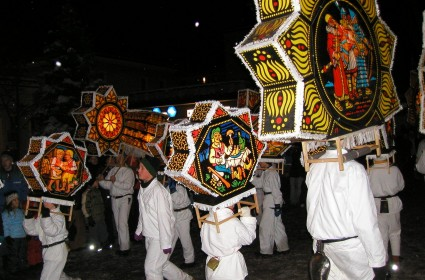
Glöckler in Bad Ischl

Die Stammform, der traditionelle Ebenseer Glöcklerlauf, wurde mit 2010 in das Verzeichnis des Immateriellen Kulturerbes in Österreich aufgenommen.

## Ursprung der Glöcklerläufe
Der Name „Glöckler“ leitet sich vom mittelhochdeutschen klocken (‚anklopfen‘) ab, steht also ursprünglich nicht in Bezug zu Glocken (Lärmbrauchtum, das im Krampus-, Perchten- und Faschingsbrauchtum allgemein üblich sind), sondern zu einem Einkehrbrauch, dem von Tür zu Tür-ziehen in den Anklopfnächten.
Man nimmt an, dass sich der Glöcklerlauf in seiner heutigen Form aus mehreren Brauchtumselementen an der Südspitze des Traunsees entwickelt hat und von dort im Laufe des letzten Jahrhunderts verbreitet wurde. Der Glöcklerlauf wird oft als heidnischer Brauch dargestellt. Die Menschen hätten in früheren Zeiten mit Hilfe des nächtlichen Spektakels die Wintergeister (und damit den Winter selbst) vertrieben und die Naturkräfte im Boden geweckt. Oder auch, dass es sich dabei um einen Brauch zu Ehren der Licht- und Feuergottheiten handelt.
Volkskundler (Grieshofer und Gillesberger) vertreten die Meinung, dass der Glöcklerlauf eine Erfindung des 19. Jahrhunderts ist und zwar aus einer wirtschaftlichen Notsituation heraus: In der Saline Ebensee wurde ab der Mitte des 19. Jahrhunderts anstelle von Holz Braunkohle (aus dem Hausruck) zum Heizen der Sudpfannen verwendet, was fatale Folgen für die rund 900 Männer hatte, die in der Holzbringung beschäftigt waren – sie standen ohne Arbeit und Einkommen dar. Um nicht um Unterstützung betteln zu müssen, boten sie u. a. ein Spektakel: das „Glöckeln“. Glöckeln dürfte somit eine besondere Art des Heischens (rituellen Bettelns) sein (Heischebrauch).
Die erste schriftliche Erwähnung finden die Glöcklerläufe in Ebensee um 1850. In einer Chronik aus 1873 werden Ebenseer Burschen beschrieben, welche mit Kuhglocken und transparenten Papierlaternen oder mit Kartons, in die Muster gestanzt wurden und von ihnen mit Kerzen beleuchtet waren auf den Köpfen getragen waren im Gänsemarsch Tanzfiguren aufführten. Im Lauf der Zeit, stärker jedoch um 1900, werden die maskierten Glöckelngeher von den Glöcklern verdrängt, die anstelle der Gesichtsmasken Papierfransen an der Unterseite der Kappe geklebt hatten. Und die weiße Kleidung war die ohnehin vorhandene Arbeitskleidung der Sud-Arbeiter (siehe aber auch weiter unten).
Für eine Ausbreitung dieses „neuen“ Brauches in andere Gegenden sorgten unter anderem Ebenseer, die in diese Gegenden auswanderten

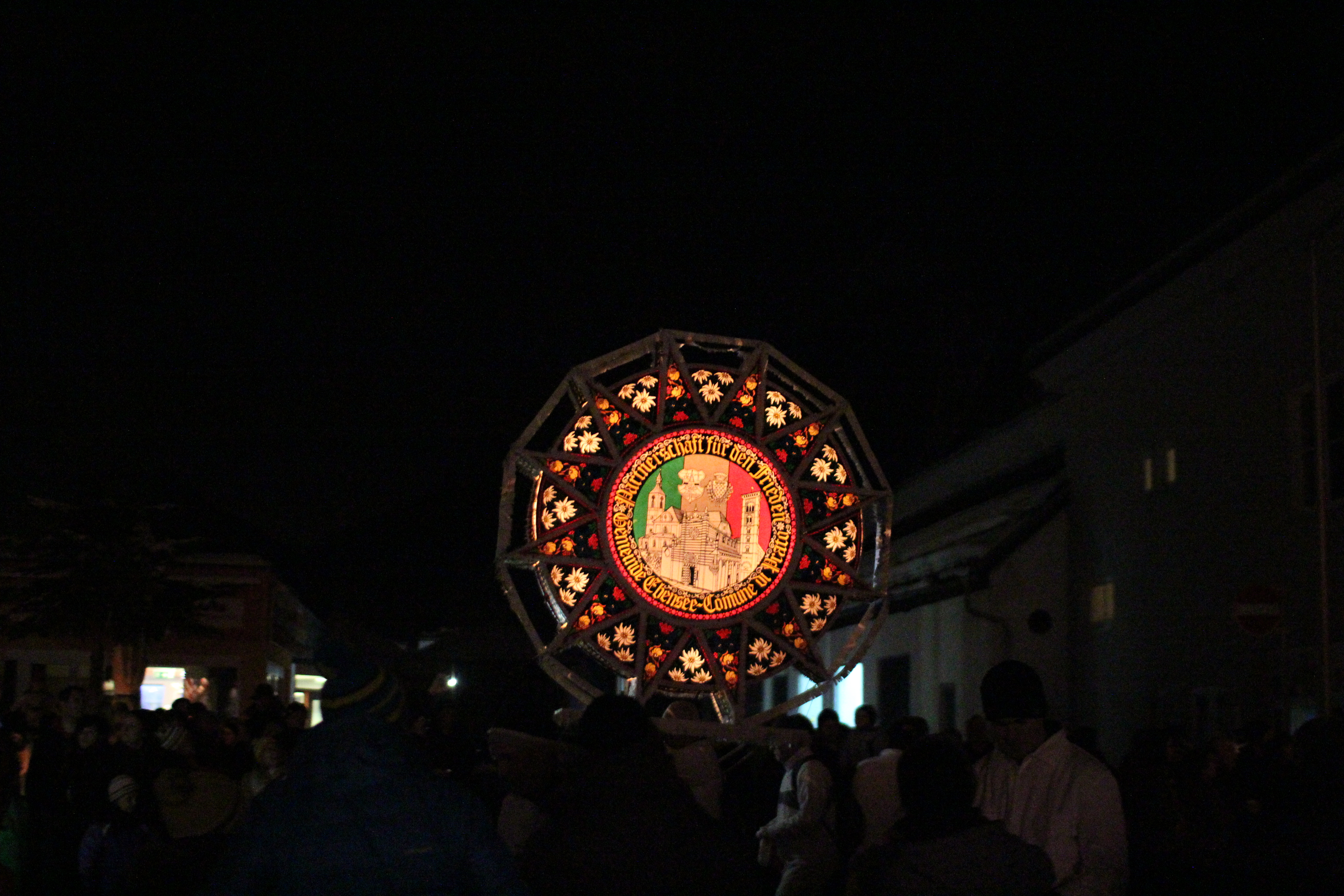
Glöcklerkappe aus Ebensee 2015

An der Südspitze des Traunsees gab es bereits zu Beginn des 20. Jahrhunderts in den meisten Ortschaften (Ebensee, Ober- u. Unterlangbath, Roith, Rindbach, Langwies etc.) schon eine oder mehrere Glöcklergruppen. Die Glöcklerkappen waren – verglichen mit den heutigen – kleiner. Beim Laufen trug jeder einen Stock und Glocken, die zu dieser Jahreszeit nicht für das Almvieh benötigt wurden.
Von der Südspitze des Traunsees aus breitete sich der Brauch bald bis in die Regionen des Inneren Salzkammerguts (Raum Bad Ischl, Bad Goisern, Hallstatt) und später in den Norden des Traunsees (Traunkirchen, Altmünster, Gmunden) aus, bis er schließlich auch von vielen Gemeinden am Attersee, und am Wolfgangsee und den salzburgischen Flachgau, aber auch Richtung steirisches Ennstal (Gröbming/Gesäuse, Trieben) übernommen wurde. Die kleineren, aber hohen Kappen finden sich heute etwa noch in Wildalpen am Hochschwab, die etwa den Faschen im Katschtal (Faschingsrennen von St. Peter am Kammersberg/Murau) ähneln.
Für die weiße Kleidung der Glöckler gibt es mehrere Erklärungen: Eine davon besagt, dass Kirche und Polizei früher gegen diesen Brauch heidnischen Ursprungs gewesen seien, um sich bei Verfolgung schnell im Schnee verstecken zu können, trugen die Glöckler ein weißes Gewand.

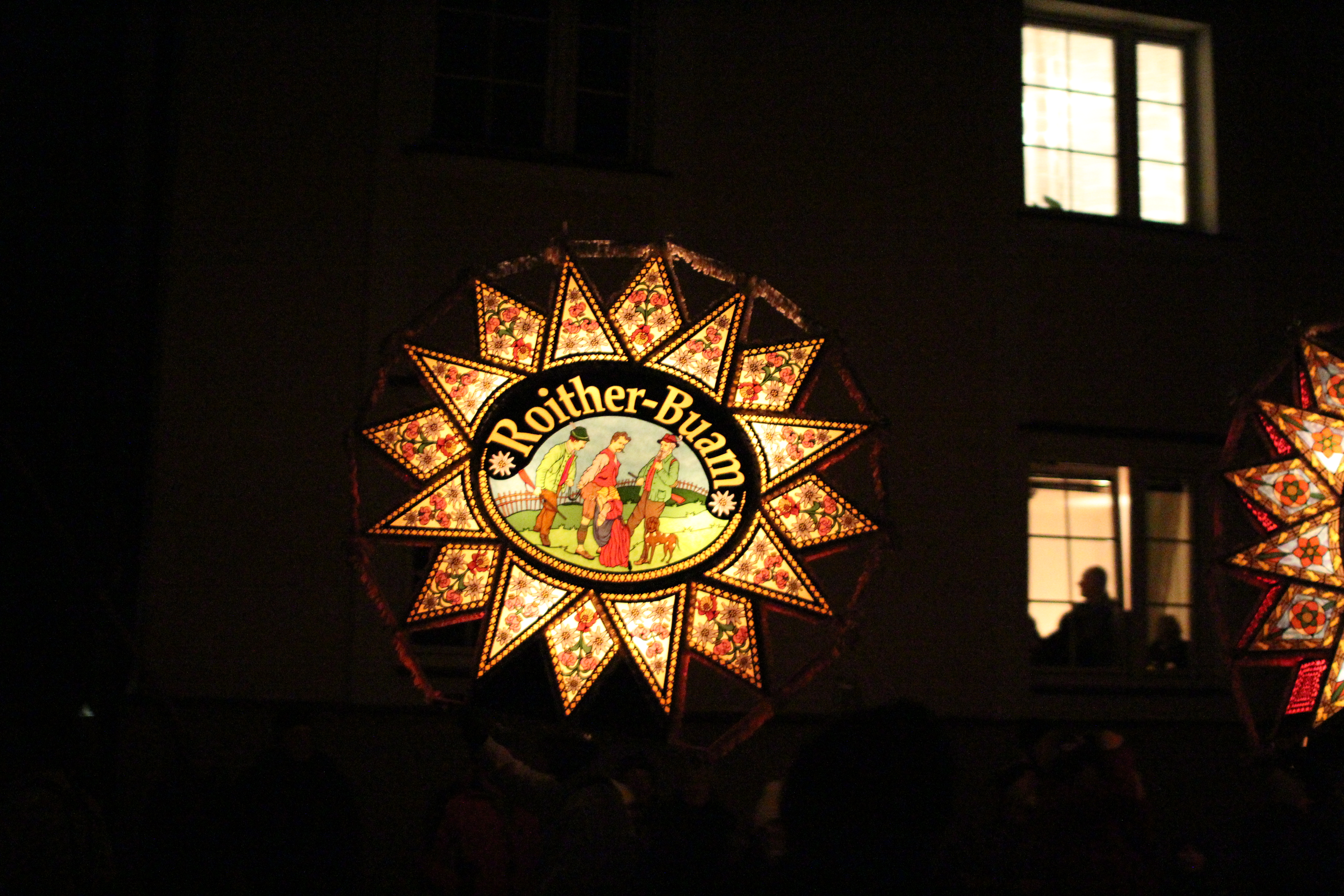
Glöckler aus Ebensee Ortschaft Roith

### Heutige Verbreitung
Glöcklerläufe finden in folgenden Orten statt: Abersee, Admont, Altmünster, Bad Goisern, Bad Ischl, Ebensee, Gmunden, Gröbming, Obertraun, Laakirchen, Kirchham, Lauffen, Ohlsdorf, Pinsdorf, Salzburg, Sankt Gilgen, Sankt Wolfgang, Scharnstein/Almtal, Schörfling am Attersee, Stainach, Steinbach am Attersee, Strobl, Thalgau, Traunkirchen, Trieben, Unterach am Attersee, Vorchdorf, Wildalpen.
Während der Zeit des Dritten Reichs musste eine Passe aus Ebensee auch in Berlin laufen (Motive der Kappen: Adolf Hitler, Hakenkreuz; Farben: rot, braun).

## Herstellung von traditionellen Glöcklerkappen

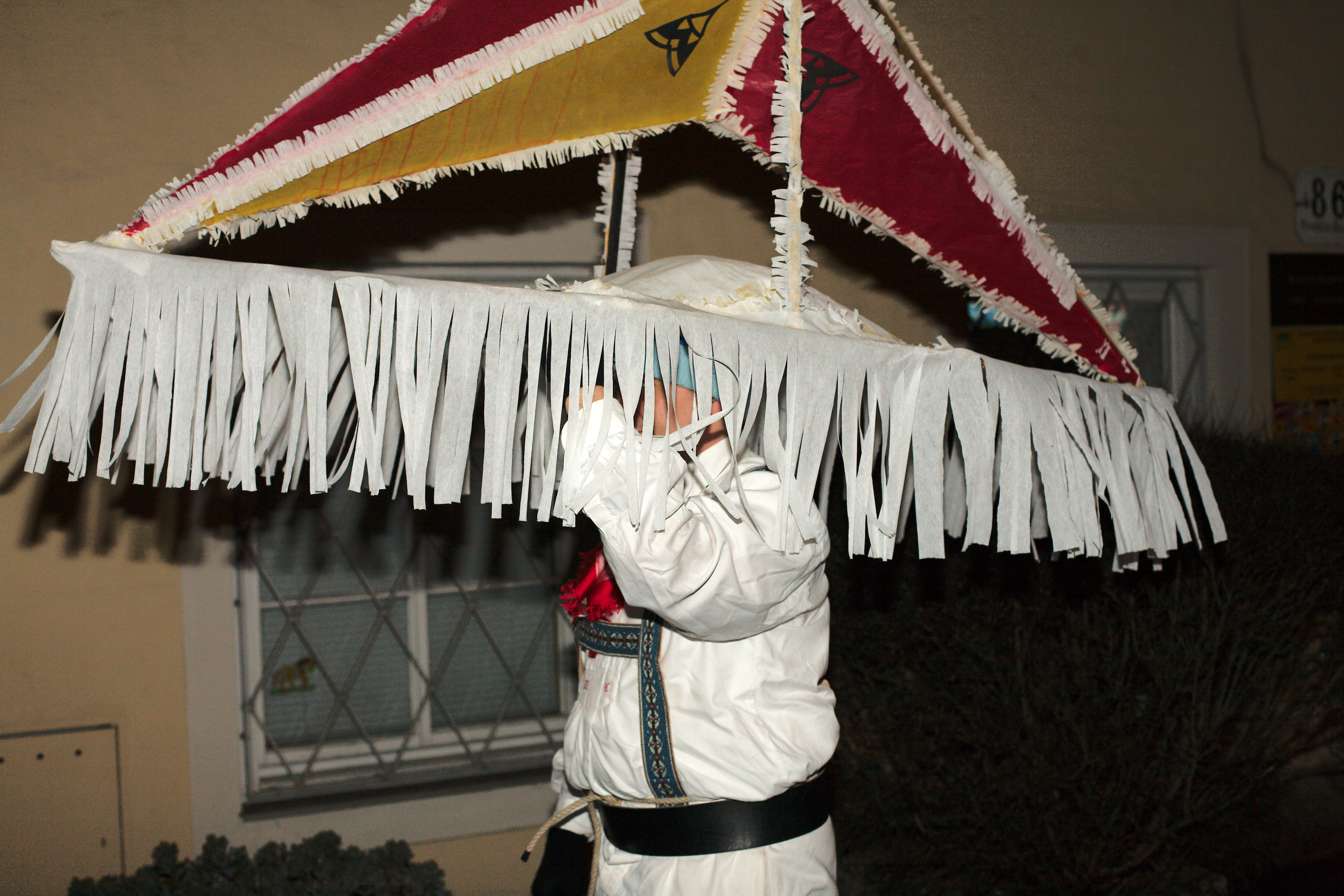
Salzburger Glöckler 2013

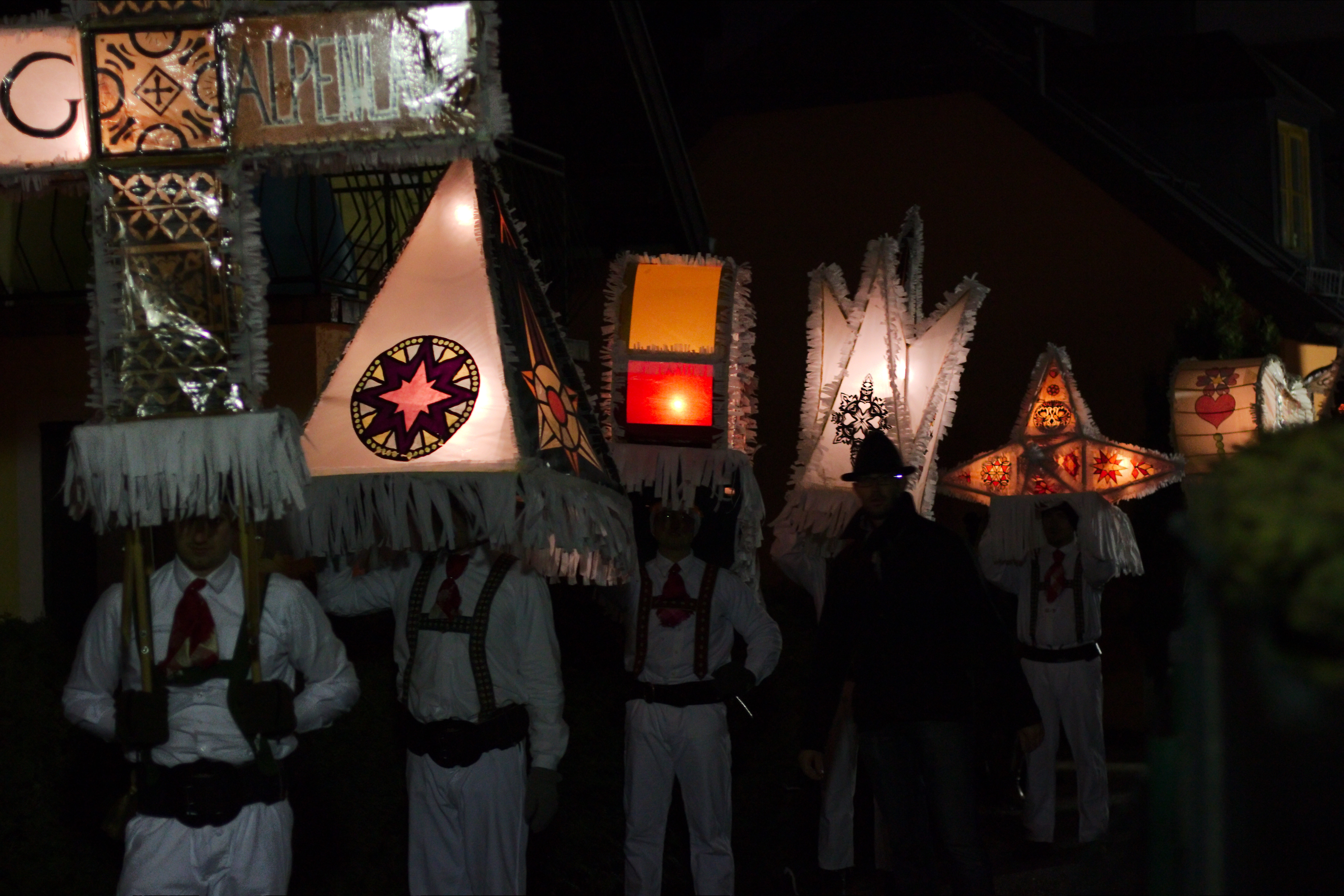
Beleuchtete Glöcklerkappen

Die Kappe besteht aus einem Holzgerüst mit Papierummantelung. Zur Beleuchtung dient eine Kerze. Aus Holzstäben von 3–4 mm Stärke wird ein Holzgerüst gebaut, das der Kappe ihre Form gibt. Anschließend werden aus schwarzem Tonpapier – früher wurde dazu schwarz bemalter Karton verwendet – das Motiv sowie die umgebenden Ornamente und Verzierungen ausgeschnitten oder mit Stanzeisen ausgestanzt. Auf der späteren Innenseite der Kappe wird das Tonpapier mit buntem, halbtransparentem Papier hinterlegt. Nachdem die einzelnen Motivteile fertig sind, werden sie am Gerüst mit Leim oder mit Heftklammern festgemacht. Einer der Mittelteile wird ein Türchen mit einer Art Scharnier (z. B. aus Klebverschluss oder Druckknöpfen) angebracht, damit man jederzeit im Inneren der Kappe die Kerzen versorgen kann. Nachdem die Motive am Gerüst angebracht sind, wird die Kappe lackiert. Anschließend werden die sogenannten Franserln (die weißen Ränder an den jeweiligen Kanten der Seitenflächen) angebracht. Die Franserln bestehen aus weißen Papierstreifen, die eingeschnitten werden. Die Kappe wird durch Kerzen von innen beleuchtet. Für die Anbringung der Kerzen wird innen ein Gestell angebracht, das mehrere Kerzenhalter trägt. Bei modernen Kappen werden Kerzen oftmals durch kleine Glühbirnen oder LED-Lampen ersetzt, um die Brandgefahr zu bannen. Das fehlende Flackern der Kerzen beeinträchtige nach Meinung von Kennern und Verfechtern der Traditionen jedoch die urtümliche Stimmung.

## Ablauf eines Glöcklertages
Weiß gekleidete Personen (Läufer, Glöckler) tragen bis zu zwei Meter hohe und drei Meter lange, bis zu 15 kg schwere, von innen beleuchtete, Papierkappen in der Form einer einfachen Pyramide, einer Sonne, eines Halbmonds, einer Krone oder eines Sterns auf dem Kopf. Die Seitenflächen der Kappen sind mit verschiedenen Symbolen, Bildern und Ornamenten farbig gestaltet. Jeder Läufer trägt eine Kuhglocke an einem Gürtel um die Taille, die bei jedem Schritt ertönt. Die Läufer sind in Gruppen, Passen genannt, die jeweils 20 bis 30 Mitglieder umfasst, organisiert. Meist stellen örtliche Vereine oder Organisationen (Traditions- und Sportvereine, Pfarren, Hilfsorganisationen) eine Passe. Jede Passe hat einen Vorläufer, der den Kappenträgern Richtungsanweisungen gibt.
Einige Passen finden sich bereits am Vormittag des 5. Januars zusammen und ziehen dann von Haus zu Haus, wo sie mit regionalen Gerichten und warmen Getränken versorgt werden. Im rhythmischen Laufen und Tanzen der Glöckler und dem beständigen Läuten der Glocken sollen die bösen Geister vertrieben und die guten Geister geweckt werden, die das unter der Schneedecke schlummernde Getreide zum Wachsen bringen sollen. Die von den Passen gelaufenen Kreise, Schleifen oder Achter sind als Symbole für die Unendlichkeit zu deuten. Nach Einbruch der Dunkelheit sammeln sich die Passen, um im Zentrum des Ortes den eigentlichen Glöcklerlauf durchzuführen, wo Mäander und Schleifen gelaufen werden. (Bei einigen Glöcklerläufen wird vorher das „Glöcklergedicht“ von Paula Grogger vorgelesen) Nach dem Einlauf werden traditionelle Lieder gesungen (z. B. O Bruada, liaber Bruada mein oder Es wiad scho glei dumpa). Nachdem die Passen durch den Ort gelaufen sind, laufen sie weiter zu einzelnen Häusern und bitten um Spenden und Verpflegung.

### Verpflegung der Läufer während des Laufes (Einkehr)
Da die Glöckler sehr lange bei niedrigen Außentemperaturen unterwegs sind, werden diese von der Bevölkerung, oftmals auch von Gasthäusern, freiwillig mit Essen und Trinken versorgt. Bei einer Versammlung kurz vor dem Glöcklerlauf wird genau festgelegt, welche Pass wann von welchem Haushalt versorgt wird. Die Versorgung besteht typischerweise aus Tee, Glühmost, Glühwein, Bier sowie selbstgemachte Schnäpse und Glöcklerkrapfen, (Bauernkrapfen, die an diesem Tag jedoch Glöcklerkrapfen genannt werden), Schmalz- und Wurstbroten, Gulasch, oft wird auch Gebranntes angeboten. Die Speisen sind sehr reichhaltig und maßgeblich zur Stärkung der Glöckler für den weiteren Lauf. Haushalten, die zur Versorgung der Glöckler beitragen, kommt eine besondere Ehre zu: Ein extra Kreis wenn die Läufer kommen, und ein extra Kreis wenn sie wieder gehen. Oft werden auch Lieder zum Besten gegeben. Die Glöckler werden durch Spenden der Zuschauer finanziert. Deshalb laufen beim Lauf „Osaumla“ (Einsammler) mit, welche mit einem weißen Sack oder mit einer Büchse durch das Publikum laufen. Die Osaumla laufen auch zu den einzelnen Häusern mit, um dort um Spenden zu bitten.